# Chora (stad)
Čūre is een stad in het district Chora in de provincie Uruzgan in centraal Afghanistan ca. 30km ten noordoosten van Tarin Kowt.  In 2007 vond hier de slag bij Chora plaats.